# William Hurt
William McChord Hurt  (Washington, 20 de março de 1950 – Portland, 13 de março de 2022) foi um ator estadunidense. Recebeu o prêmio de melhor ator tanto no Festival de Cannes (1985) quanto no Óscar (1986) pelo seu desempenho em Kiss of the Spider Woman.

## Sequestro
O ator, em folga das filmagens do longa-metragem O Beijo da Mulher Aranha, sofreu um Sequestro-relâmpago em São Paulo. O fato aconteceu quando o ator foi rendido ao chegar à casa dos pais de sua namorada brasileira, tendo ficado na mira de revólveres por aproximadamente uma hora. No dia seguinte, o grupo criminoso foi preso e uma das integrantes foi morta. A produção do filme "O Beijo da Mulher Aranha" impediu que o fato fosse veiculado pela imprensa para não atrair atenção negativa ao filme. O ator revelou o ocorrido somente em 2010, quando dava entrevista para uma rádio pública dos Estados Unidos.

## Morte
Em maio de 2018, Hurt foi diagnosticado com câncer de próstata em estado terminal com metástase óssea. Ele  morreu em 13 de março de 2022, em Portland, Oregon, aos 71 anos de idade, devido a complicações da doença.

## Filmografia
- 2021 - Viúva Negra como Thaddeus "Thunderbolt" Ross
- 2019 - Vingadores: Ultimato como Thaddeus "Thunderbolt" Ross
- 2018 - Vingadores: Guerra Infinita como Thaddeus "Thunderbolt" Ross
- 2018 - Uma Razão para Vencer como Dr. Ernie Found
- 2016 - Capitão América: Guerra Civil como Thaddeus "Thunderbolt" Ross
- 2013 - Ônibus Espacial Challenger como Richard Feynman
- 2013 - The Host (A Hospedeira)
- 2010 - Robin Hood
- 2008 - The Incredible Hulk como General Thaddeus "Thunderbolt" Ross
- 2008 - Yellow Handkerchief
- 2008 - Vantage Point
- 2007 - Damages (televisão)
- 2007 - Into the Wild
- 2007 - Mr. Brooks
- 2007 - Noise
- 2006 - Nightmares and Dreamscapes: From the Stories of Stephen King (televisão)
- 2006 - The Legend of Sasquatch (voz)
- 2006 - The Good Shepherd
- 2006 - Beautiful Ohio
- 2005 - Neverwas
- 2005 - Hunt for justice (televisão)
- 2005 - Syriana
- 2005 - A History of Violence
- 2005 - The King
- 2004 - The Blue Butterfly
- 2004 - The Village
- 2001 - A.I. Artificial Intelligence
- 1999 - Do Not Disturb
- 1998 - Dark City
- 1998 - One True Thing
- 1998 - Lost in Space
- 1996 - Jane Eyre
- 1995 - Smoke
- 1991 - The Doctor
- 1991 -  Bis ans ende der welt
- 1990 - Alice
- 1990 - I Love You to Death
- 1988 - The Accidental Tourist
- 1987 - Broadcast News
- 1986 - Children of a Lesser God
- 1985 - Kiss of the Spider Woman
- 1983 - Gorky Park
- 1983 - The Big Chill
- 1981 - Body Heat
- 1981 - Eyewitness
- 1980 - Altered States

## Prêmios e indicações
- Oscar:
  - Três indicações na categoria de Melhor Ator, por Kiss of the Spider Woman (1985), Children of a Lesser God (1986) e Broadcast News (1987); venceu por Kiss of the Spider Woman.
  - Uma indicação na categoria de Melhor Ator Coadjuvante, por A History of Violence (2005).
- Emmy Awards:
  - Uma indicação na categoria de "Melhor Ator Coadjuvante em Série Dramática" por Damages (2009).
  - Uma indicação na categoria de "Melhor Ator em Minissérie ou Telefilme" por Too Big Too Fail (2011).
- Globo de Ouro:
  - Uma indicação na categoria de "Melhor Ator Revelação" por Altered States (1980).
  - Duas indicações na categoria de "Melhor Ator (filme dramático)", por Kiss of the Spider Woman (1985) e Children of a Lesser God (1986).
  - Uma indicação na categoria de "Melhor Ator - Comédia / Musical", por Broadcast News (1987).
  - Uma indicação na categoria de "Melhor Ator Coadjuvante em Televisão" por Damages (2009).
  - Uma indicação na categoria de "Melhor Ator em Minissérie ou Telefilme" por Too Big Too Fail (2011).
- BAFTA:
  - Ganhou na categoria de "Melhor Ator", por Kiss of the Spider Woman (1985).
- Festival de Cannes:
  - Ganhou o prêmio na categoria de "Melhor Ator", por Kiss of the Spider Woman (1985).